# علامة وجه الباندا العملاقة
علامة وجه الباندا العملاقة أو علامة الباندا للدماغ المتوسط أو علامة الباندا المزدوجة، هو مظهرٌ مميزٌ في صُور الرنين المغناطيسي يُشبه وجه الباندا، ويكون في الأشخاص المُصابين بداء ويسلون. تُعد هذه العلامة مهمةً في تشخيص المرض، بالإضافة إلى حلقات كايزر-فلايشر.
على الرغم أنَّ هذه العلامة أكثر شيوعًا في داء ويلسون، ولكنها نادرًا ما تظهر في اعتلال الدماغ بداء الكَلب ومتلازمة لي.

## روابط خارجية
- Radiopedia.org